# Jan Šrámek (grafik)
Jan Šrámek (* 1983, Praha) je český vizuální umělec, grafik, ilustrátor a pedagog. Tvoří autorskou dvojici s umělkyní Veronikou Vlkovou.

## Životopis
Jan Šrámek byl v roce 2003 přijat na Fakultu výtvarných umění VUT v Brně do Ateliéru intermedií u prof. Václava Stratila. Studium zakončil oborem Umění ve veřejném prostoru v roce 2008. V roce 2004 se začal věnovat experimentům s vektorovou grafikou a animací. Od roku 2006 se věnuje VJingu a pod jménem VJ Kolouch se účastní mnoha domácích a zahraničních festivalů. Také v roce 2006 založil spolu s Janem Žaliem, Petrem Kocourkem a Filipem Neradem uměleckou skupinu ANYMADE, která se věnovala experimentům s animací a dalšími formami pohyblivého obrazu. První prezentace skupiny proběhla ve stejném roce v brněnské galerii Eskort. V roce 2006 spolu s Filipem Cenkem, Jiřím Havlíčkem a Petrem Strouhalem se prezentovali na IV. Zlínském salonu mladých 2006 v rámci společné instalace. S animovaným videoklipem Baby blue se v roce 2010 zúčastnili 7. Bienále mladého umění ZVON 2010. Přehlídka proběhla v Galerii hlavního města Prahy v Domě U Kamenného zvonu, pod kuratelou Tomáše Pospiszyla. V roce 2012 měl první společnou autorskou výstavou s umělkyní Veronikou Vlkvou v galerii Chodovská Tvrz a s Veronikou Vlkovou od té doby tvoří autorskou dvojici. Se svoji tvorbou se účastnil Bienále architektury v Benátkách 2014. V roce 2019 mu vyšla v nakladatelství Paseka dětská kniha To je metro, čéče!. V roce 2019 mu vyšla autorská monografie Zvláštní okolnosti. Ilustrovaný průvodce zaniklými, odstraněnými a přemístěnými realizacemi ve veřejném prostoru z období socialismu.
Paralelně s tím se věnuje pedagogické činnosti. Od roku 2013 kdy jsem nastoupil jako odborný asistent do Ateliéru video pod vedením Martina Zeta na FaVU VUT. V akademickém roce 2016/2017 v ateliéru působil jako vedoucí. Od roku 2018 působí jako odborný asistent pod vedením Martina Mazance. V současné době (2021) vede společně s Martinem Mazancem Ateliér video Fakultu výtvarných umění VUT v Brně.

## Dílo
Je autor mnoha ilustrací a spoluautor publikací Jak si užít film (2021), Apolenka z modrotisku (2020) To je metro, čéče! (2019), Pražské vize (2017), Zvláštní okolnosti (2016), Pionýři a Roboti (2016), Letenský Glosář (2016), Postavit domy nestačí (2015), Ztracená Perspektiva (2013). Jeho práce byla prezentována v galeriích a na festivalech např. v Londýně, New Yorku, Amsterdamu, Soulu, Pekingu a Moskvě.

## Ocenění
- Publikace Kniha 2x100 mil. m² získala titul Nejkrásnější česká kniha roku 2014 v kategorii odborná literatura.[2]
- Za autorskou knihu Zvláštní okolnosti a ilustrace k výstavě Paneland získal ocenění Czech Grand Design 2017 v kategorii ilustrátor roku.
- Ilustrace ke knize To je metro, čéče! (společně s Veronikou Vlkovou) byly vybrány na prestižní výstavu v rámci Mezinárodního veletrhu dětské knihy v Bologni 2020.[3]

## Reflexe tvorby
V zahraničních odborných časopisech vyšla reflexe jeho tvorby v periodikách Slanted Magazine, Idn Magazine nebo Computer Arts. V tuzemských odborných knihách byla jeho díla citována například v publikacích Hotel Praha (2019), Pražské vize: fantastické stavby, které nikdy nevznikly (2018), 2× 100 mil. m2 (2014) nebo Město = Médium (2012). Mezi významné položky v kategorii Ohlas v podobě reprodukce a/nebo textové reflexe uchazečovy v odborném časopise či kritickém katalogu výstavy v ČR patří např. katalog k výstavě Paneland. Největší československý experiment (2017), profily v časopisech Cinepur a Art + Antiques nebo doprovodná publikace k výstavnímu projektu Jozefa Cserese Hermes´ear.